# Szektor (informatika)

Struktúrák a lemezen:
(A) Sáv
(B) Mértani szektor
(C) Informatikai szektor
(D) Adat-cluster

A szektor az informatikában a háttértárak elemi foglalási egysége, amelynél kisebb rész azoktól különálló módon nem írható vagy olvasható. A PC-kben alkalmazott lemezes egységek (winchester) esetében a szektor tipikus mérete 512 bájt, az Advanced Formatot használó egységeknél 4 kilobájt. A tárolóeszköz megformázása során a szektorokra az alkalmazott fájlrendszertől függően szektorcsoportok épülhetnek.
A szektor az informatikában a háttértárak elemi foglalási egysége, amelynél kisebb rész azoktól különálló módon nem írható vagy olvasható. Egy lemez minden szektora fix méretű, a PC-kben alkalmazott lemezes egységek (winchester) esetében a szektor tipikus mérete 512 bájt, az Advanced Formatot használó egységeknél 4 kilobájt. A CD-ROM szektorainak hossza 2 kilobájt (2352 bájt). 
Matematikai értelemben a szektor körcikk, tehát egy körlap része, amit a kör középpontja, két sugara és az általuk közrefogott ív határol (lásd az ábra B pontját). A merevlemez szektora (C pont) így a merevlemez egy sávja és a matematikai szektor metszetére utal.
A lemezeken a fizikai szektorok három részből tevődnek össze: a fejlécből, az adatterületből és a hibajavító (ECC) kódból. A fejléc a meghajtó elektronikája számára tartalmaz információkat: szinkronizációs bájtokat, címazonosítót, hibajelzőt és a fejléc paritásbájtjait. Tartalmazhat hivatkozást a meghajtó egy másik címére, abban az esetben ha a szektor megbízhatatlanná válna. A címazonosító szerepe, hogy a kontroller biztos lehessen abban, hogy a lemezmechanika az író-olvasó fejet a megfelelő helyre pozicionálta. Az adatterület az operációs rendszer, illetve a lemezről olvasó program számára látható adatokat tartalmazza. Az ECC mező az adatterületből számított ellenőrző és korrigáló kódokat tartalmazza.
A hajlékonylemezeknél egyes megoldásoknál az operációs rendszer, illetve a formázó program döntheti el, hogy hány szektor helyezkedik el egy sávon, egy szektorban hány bájt legyen, sőt bizonyos határon belül hány sáv legyen – ezt nevezik soft sectoring-nak (szoft szektor).